# Beto
Roberto Luís Gaspar de Deus Severo (n. 3 mai 1976, Lisabona, Portugalia), cunoscut ca Beto, este un fost fotbalist internațional portughez, care juca pe postul de fundaș central.
El și-a petrecut cea mai mare parte a carierei sale profesionale la Sporting, unde în decursul a zece sezoane  a jucat în peste 300 de meciuri oficiale câștigând 5 titluri majore. 
Beto a representat echipa națională de fotbal a Portugaliei la Campionatul Mondial de Fotbal 2002 ași la două Campionate Europene, adunând 31 de selecții la națională.

## Goluri internaționale
| # | Dată           | Stadion                                       | Adversar                   | Scor | Rezultat | Competiție                         |
| - | -------------- | --------------------------------------------- | -------------------------- | ---- | -------- | ---------------------------------- |
| 1 | 16 august 2000 | Estádio do Fontelo, Viseu, Portugalia         | Lituania                   | 4–1  | 5–1      | Meci amical                        |
| 2 | 5 June 2002    | Suwon World Cup Stadium, Suwon, Coreea de Sud | Statele Unite ale Americii | 1–3  | 2–3      | Campionatul Mondial de Fotbal 2002 |

## Palmares
- Primeira Liga: 1999–2000, 2001–02
- Taça de Portugal: 2001–02
- Supertaça Cândido de Oliveira: 2000, 2002
- Cupa UEFA

Finalist: 2004–05
1. ↑  Olympedia